# 特賴恩 (喬治亞州)
特賴恩（英語：Trion）是一個位於美國喬治亞州查圖加縣的城鎮。

## 地理
特賴恩的座標為34°32′38″N 85°18′38″W / 34.54389°N 85.31056°W，而該地的平均海拔高度為201米（即659英尺）。

## 人口
根據2010年美國人口普查的數據，特賴恩的面積為9.96平方千米，當中陸地面積為9.93平方千米，而水域面積為0.03平方千米。當地共有人口1827人，而人口密度為每平方千米183人。